# Анджело Дібона
Анджело Дібона (італ. Angelo Dibona; 7 квітня 1879, Кортіна-д'Ампеццо, Італія — 21 квітня 1956, там же) — італійський гірський провідник, альпініст й інструктор з гірських лиж. Здобув популярність як піонер сходжень за складними маршрутами в Доломітових Альпах на початку XX століття. Також здійснив кілька примітних сходжень в інших регіонах Альп. Загалом здійснив близько 70 першопроходжень. На його честь названо вершину Егюй-Дібона заввишки 3130 метрів над рівнем моря у гірському масиві Дез-Екрен у Франції, а також вежа Дібона на піку Попена в Італії.

## Біографія
Народився в Кортіна-д'Ампеццо, Італія, 7 квітня 1879 року в сім'ї Луїджі Дібона та Венеранди Дімаї. Дід Анджело по материнській лінії, Анджело Дімаї (1819—1880), був гірським провідником і працював з відомим австрійським альпіністом Паулем Громанном, зробивши з ним кілька перших сходжень у Доломітових Альпах.
Дібона навчався в початковій школі у Кортіна-д'Ампеццо, потім вступив до школи мистецтв Кортіни. Однак незабаром він закинув навчання, і до 1900 року встиг побути пастухом, ювеліром і візником. У 1900 році вступив на службу в піхотний корпус Кайзерєгер в Інсбруку, в якому пробув до 1903 року.
З 1907 року працював гірським провідником, супроводжуючи альпіністів і здійснюючи сходження в Альпах.
У 1910 році Анджело Дібона одружився з Анджеліною де Занною. У пари було шестеро дітей.
У 1911 році Дібона, Целестіно де Занна та Бортоло Барбарія стали першими у Кортіна-д'Ампеццо інструкторами з гірських лиж.
Під час Першої світової війни Дібона був знову призваний до Кайзерєгера. Брав участь у битвах при Ізонцо, Мангарте, Ортлесі та Пресанелле за Австро-Угорщину. Потім його перевели у Валь-Гардену, де виконував роль інструктора та військового провідника. Після закінчення Першої світової війни продовжив працювати гірським провідником.
Дібона помер 21 квітня 1956 року в Кортіна-д'Ампеццо у віці 77 років.

## Альпіністська кар'єра
Дібона був одним із найсильніших альпіністів свого часу та піонером першопроходжень складних маршрутів у Доломітах на початку XX століття. За свою кар'єру гірського гіда він здійснив близько 70 першопереходжень, багато з яких не тільки мали максимальну складність для свого часу, але й зараз вважаються дуже складними та мають категорії складності IV і більше за класифікацією UIAA. Сучасники відзначали, що Анджело Дібона вмів миттєво оцінювати маршрут і бачити його ключові точки, мав неабияку фізичну силу та техніку. Дібона був прихильником «чистого стилю» в альпінізмі (основоположником якого є австрійський альпініст Пауль Пройс) там, де це було можливо («чистий стиль» має на увазі сходження на вершини без допоміжного альпіністського спорядження, зокрема без використання штучних точок опори або страховки). Анджело використовував мінімальне спорядження на дуже складних маршрутах або за вимогами клієнтів, яких він супроводжував як провідник.
У 1903 році Дібона подав першу заявку на отримання ліцензії гірського провідника. Протягом двох наступних років його заявки відхилялися, і тільки у 1905 році Дібона офіційно з'явився у списку провідників у статусі портера. А 22 липня 1907 року, після проходження тритижневого курсу у Філлах, він отримав ліцензію гірського провідника.
Відразу після отримання ліцензії гірського провідника Дібона здійснив перше складне сходження на вершину Торре-Лео в масиві Кадини-ди-Мисурина спільно з альпіністом Йоганом фон Пауером. Цього ж року Дібона здійснив низку непростих сходжень з майбутнім королем Бельгії Альбертом на вершини Пунта-Фіамес, Чима-Піколла та Чима-Овест-ді-Лаваредо у гірському масиві Тре Чіме ді Лаваредо.
У 1908 році Дібона почав низку першопроходжень, це тривало аж до Першої світової війни. 11 серпня 1908 року Дібона, спільно з Агостіно Верзі й англійцями Едвардом Альфредом Бруном і Гансоном Келлі Корнінгом, здійснив першопроходження західної стіни вершини Рода-ди-Ваэль (довжиною 350 метрів, III та IV категорії складності з елементами V+ ближче до кінця). За 9 днів, 20 серпня 1908 року, ця ж четвірка зробила складне сходження на Східну Башту гірського масиву Латемар, пройшовши 600-метровий маршрут категорії складності V+. Цього ж року Дібона здійснив перше сходження (одночасно став першим соло-сходженням) на вежу Дібона (названу на його честь) на піку Попена в Італії за маршрутом V+ категорії складності.
У 1909 році Дібона почав співпрацю з австрійськими альпіністами братами Максом і Гуідо Маєрами й італійським провідником Луїджі Ріцці. Ця четвірка на найближчі роки стала однією з найуспішніших зв'язок альпіністів у Європі. У 1909 році вони пройшли загалом вісім нових маршрутів у Секстенских Доломітах і на Мармоладі, включно з серйозними маршрутами північною стіною вершини Торре-Фіскаліна та північним ребром вершини Гран-Вернел. Також цього року Анджело Дібона пройшов новий маршрут північно-східним ребром на найвищу вершину масиву Тре Чіме ді Лаваредо IV категорії складності.

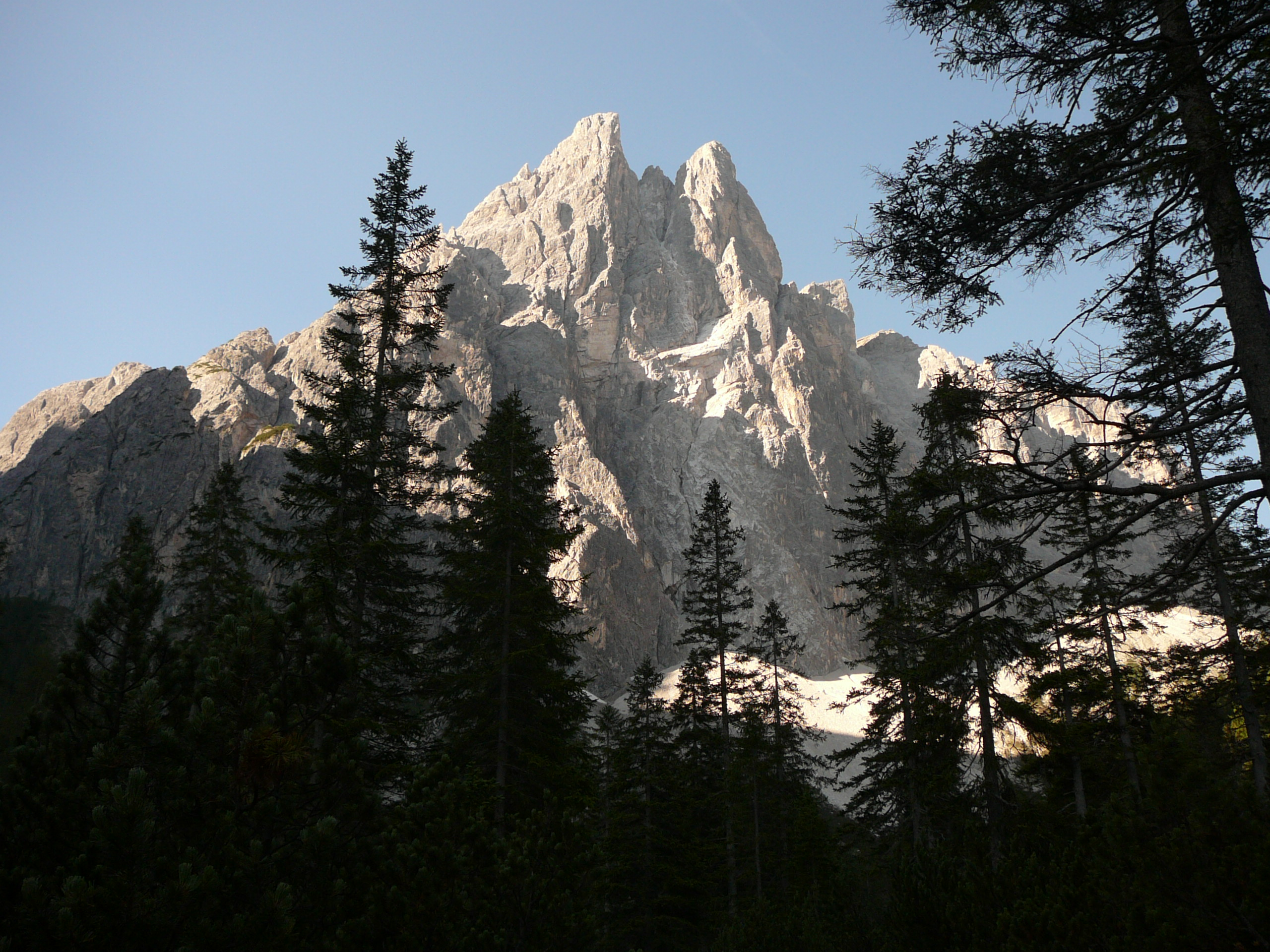
Чіма-Уно

У 1910 році Дібона здійснив дев'ять перших нових маршрутів спільно з братами Маєр і Ріцці. Одним із найпримітніших маршрутів, який вони пройшли, було сходження північною стіною вершини Чіма-Уна, яка на той момент залишалася однією з найскладніших непройдених стін у Доломітах. Маршрут це 800 метрова вертикальна стіна та за сучасними оцінками має V/V+ категорії складності. Також вони пройшли маршрути на Іннеркофлер, який сам Дібона вважав складнішим, ніж сходження на Чіма-Уна, північну стіну Кро-дель-Альтіссімо у гірському масиві Брента за маршрутом V+/VI категорії складності з використанням трьох гачків на 700-метровій стіні на 700-метровій стіні, та маршрут IV+ категорії складності західною стіною південного піка в масиві Крода-дей-Тоні.
1911 рік приніс зв'язці Дібона-Маєр-Маєр-Ріцці ще 10 нових першопроходжень. Серед них особливо виділявся новий маршрут північною стіною вершини Сассолунго, пройдений 21 липня 1911 року — понад 1000 метрів вертикального лазіння з елементами V+ категорії складності. У середині серпня вони пройшли новий маршрут на вершину Лалідерванд, який Дібона вважав, поряд зі сходженням на Іннеркофлер, одним із двох складних маршрутів, які він коли-небудь проходив. Зважаючи на погану погоду, їм довелося провести ніч на платформі на стіні. Загалом сходження зайняло 21 годину, за які вони пройшли 1400 метрів стіни за маршрутом IV/V категорії складності з використанням мінімуму спорядження. Гуідо Маєр назвав цей маршрут «найскладнішим в Альпах». Також у 1911 році вони пройшли нові маршрути на Монте-Попера, Чіма-Попера (обидві протяжністю 700 метрів, IV/V категорії складності), і Крода-Росса-ді-Сесто (1000 метрів, IV+ категорія складності, у цьому сходженні також брав участь портер Ігнац Шранцгофер).
У 1912 році Дібона, брати Маєри та Ріцці звернули свою увагу за межі Доломітових Альп і відвідали Альпи Дофіне, де зробили першопроходження південною, найскладнішою стіною вершини Мейже у масиві Дез-Екрен у Франції (маршрут протяжністю 1300 метрів, V+ категорія складності). Першу спробу пройти цю стіну робили ще брати Отто та Еміль Зігмонді та Карл Шульц у 1885 році, але вона закінчилася невдало: маршрут пройти не вдалося, а Еміль загинув.

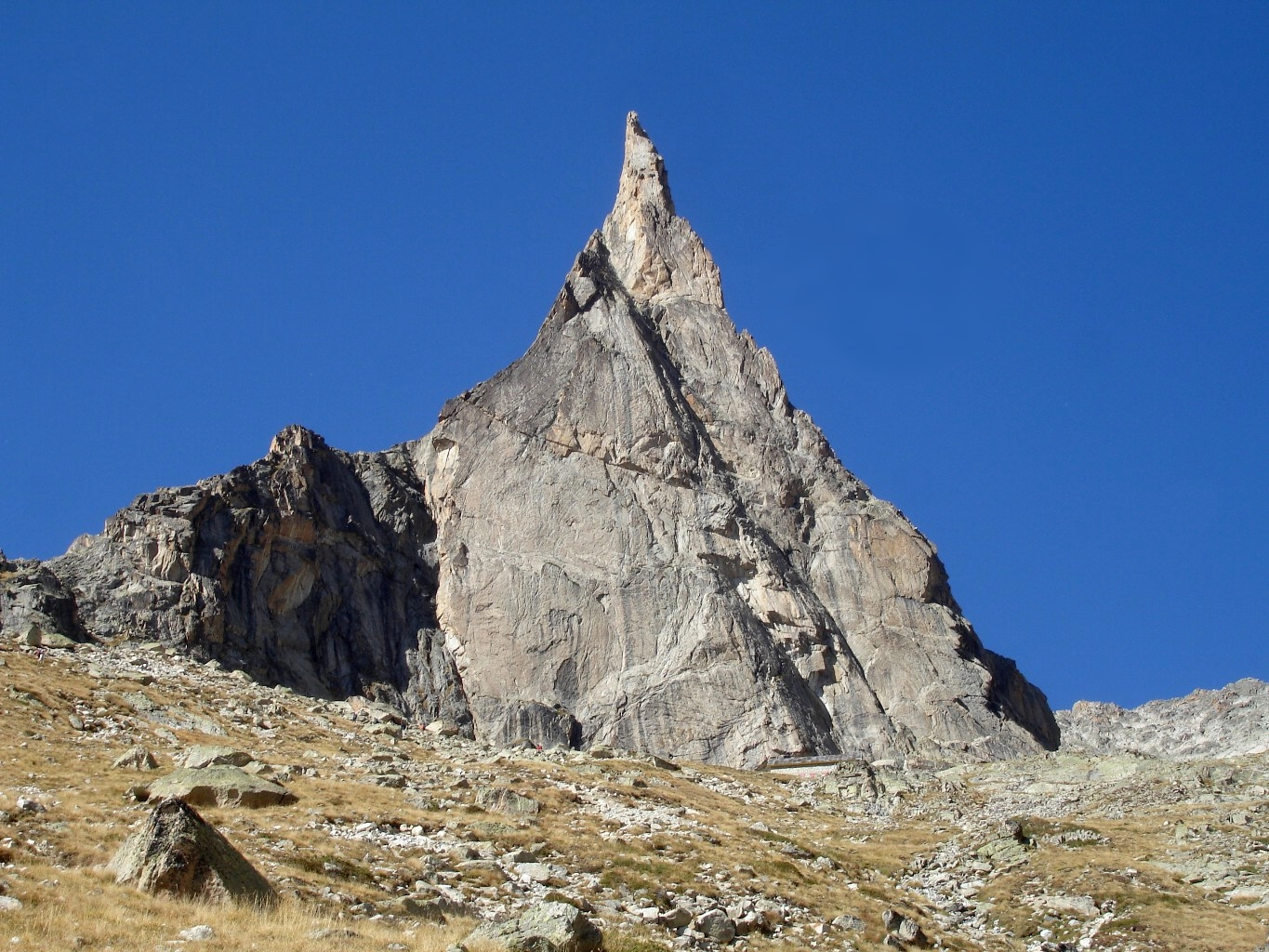
Егюй-Дібона

1913 року четвірка розпалася — з Дібона залишився лише Гуїдо Маєр. Удвох вони продовжили сходження в Альпах Дофіні та на Монблані. 27 червня 1913 року вони здійснили перше сходження на вершину Пен-дю-Сукр. Згодом, вершина була перейменована на честь Дібона й отримала назву Егюій-Дібона. 1 липня 1913 року вони пройшли новий маршрут північним ребром на центральну вершину масиву Л'Елефруад (протяжністю 800 метрів, IV категорія складності). Також в Альпах Дофіне вони пройшли новий маршрут північно-західною стіною вершини Дом-де-ніж-дез-Екрен (V категорія складності). Потім Дібона та Гуїдо перемістилися на Монблан, де також здійснили кілька першопроходжень, включно з новим маршрутом, пройденим 23 серпня 1913 року, північно-східним гребенем на вершину Дан-дю-Рекюн маршрут нині має назву маршрут Дібона-Маєра).
Перша світова війна перервала заняття альпінізмом для Анджело Дібона. Після повернення з фронту, він продовжив працювати гірським провідником й інструктором з гірських лиж, але знизив активність у першопроходженні складних маршрутів, здійснивши у наступні роки лише кілька. Найпомітнішим із них — сходження південно-західною стіною вершини Тофана-ді-Розес у 1934 році (завдовжки 800 метрів, IV+ категорія складності). Своє останнє першопроходження Анджело Дібона здійснив у віці 65 років, 28 липня 1944 року північною стіною вершини Пунта-ді-Мічеле.

## Пам'ять
На головній площі Кортіна-д'Ампеццо, яка нині має назву Анджело Дібона, йому встановлено пам'ятник, виконаний італійським скульптором Аугусто Мурером у 1976 році. На честь Анджело Дібона названо вершину Егюй-Дібона заввишки 3130 метрів над рівнем моря у гірському масиві Дез-Екрен у Франції, а також вежу Дібона на піку Попена в Італії.
Анджело Дібона був поміщений у список 10 найкращих гірських провідників усіх часів за версією «The Mountain Encyclopedia».